# الزلال (بحرة)
الزلال قرية سعودية، تتبع محافظة بحرة في منطقة مكة المكرمة.

## الوصف
تبعد القرية عن المركز 12 كم بإتجاه الجنوب الشرقي، نوع الطريق وعر. الخدمات التعليمية: مدرسة الزلال الابتدائية بنين، ومدرسة الزلال الابتدائية ومدرسة الزلال المتوسطة بنات. أقرب مدينة أو قرية بها صحة هو مركز العسيلة. الخدمات العامة: كهرباء عامة وهاتف.